# Umi ga Kikoeru
Umi ga Kikoeru (海がきこえる), é um telefilme produzido pelo Studio Ghibli em 1993. Dirigido por Tomomi Mochizuki e escrito por Kaori Nakamura, o filme foi baseado na light novel homónima escrita por Saeko Himuro. O filme estreou em 5 de maio de 1993 no Japão pelo canal de televisão Nippon TV.
O filme foi ambientado na cidade de Kōchi, na ilha japonesa de Shikoku. Trata-se de um triângulo amoroso que se desenvolve entre dois melhores amigos e uma nova garota que é transferida para uma escola de Tóquio.
O filme foi uma tentativa do Studio Ghibli para permitir que seus funcionários mais jovens fizessem um filme razoavelmente barato. No entanto, ele acabou não dando muito por causa do orçamento.

## Enredo
Após o divórcio dos pais de Rikako, uma estudante de Tóquio, ela é transferida para um colégio de Kochi, uma cidade litorânea remota da capital. Ela é inteligente, se dedica muito aos estudos e aos desportos. Mas não consegue se adaptar à vida social da escola. No mesmo colégio chegam Taku Morisaki e Yutaka Matsuno, que sempre foram melhores amigos, no entanto Rikako será o estopim do fim amizade dos dois.

## Personagens
Taku Morisaki (杜崎 拓, Morisaki Taku)
Dublado por Nobuo Tobita.
O protagonista. Taku, precisando de dinheiro para a viagem escolar para o Havaí, vai até um restaurante, para trabalhar como garçom e ajudar nas despesas, tem notas baixas e seus professores o desaprovam.
Yutaka Matsuno (松野 豊, Matsuno Yutaka)
Dublado por Toshihiko Seki.
O melhor amigo de Taku e também rival amoroso por causa de Rikako. Yutaka e Taku se tornaram amigos quando eles fizeram campanha contra o cancelamento de sua viagem escolar do ensino médio devido a baixa pontuação do teste da escola.
Rikako Muto (武藤 里伽子, Muto Rikako)
Dublada por Yōko Sakamoto.
A menina que Taku e Yutaka estão interessados.
Yumi Kohama (小浜 裕実, Kohama Yumi)
Dublada por Kae Araki.
A amiga mais próxima de Rikako em Kōchi.
Akiko Shimizu (清水 明子, Shimizu Akiko)
Dublada por |Yuri Amano.
A presidente do grêmio estudantil.
Okada (岡田)
Dublado por Jun'ichi Kanemaru.
O ex-namorado de Rikako. Enquanto em Tokyo, Rikako se dirige a um restaurante no hotel para se encontrar com Okada. Ao longo da refeição ela descobre que ele não é o tipo de pessoa que ela pensava que ele era. Ele também começou a namorar a melhor amiga de Rikako.
Tadashi Yamao (山尾 直, Yamao Tadashi)
Dublado por Hikaru Midorikawa.
Grande amigo de Taku, que tem uma queda por Yumi. Ele confessa esse amor a todos na reunião de classe antes da chegada de Yumi, antes de ficar inconsciente devido ao excesso de consumo de álcool.
A mãe de Taku.
Dublada por Ai Satō.
O pai de Rikako.
Dublado por Kinryū Arimoto.
Diretor
Dublado por Takeshi Watabe. (Ele também atuou como instrutor do dialeto Kōchi para o elenco)

## Produção
O filme foi produzido pelo Studio Ghibli, mas grande parte da animação foi produzida com o apoio de J.C.Staff, Madhouse Studios, e Oh! Production, que haviam trabalhado com o Studio Ghibli em projectos anteriores.
Este filme é o primeiro anime do Studio Ghibli dirigido por outra pessoa que não seja Hayao Miyazaki ou Isao Takahata. Tomomi Mochizuki, que tinha 34 anos na época, foi chamado para dirigir o filme. O filme foi uma tentativa de fazer um anime único pelos jovens membros da equipe, principalmente em seus 20 e 30 anos. Seu lema era produzir "rápido, barato e com qualidade", mas acabou não dando muito certo no final por causa do orçamento e da programação.

## Distribuição
A Disney ficou com os direitos do filme nos Estados Unidos. Em 2008, a distribuidora Wild Bunch anunciou que licenciaria o filme para outras distribuidoras da Europa, incluindo Optimum. Foi lançado no Reino Unido sob o título de Ocean Waves em 25 de janeiro de 2010 pouco antes do lançamento de Gake no Ue no Ponyo, como parte do Studio Ghibli Collection e carregando uma classificação PG do BBFC. Tal como aconteceu com o filme Memórias de Ontem, foi lançado somente com legendas.
Na Espanha o filme foi distribuído por Aurum e lançado em DVD em novembro de 2008. O DVD inclui faixas de áudio japonês e espanhol e legendas em espanhol. Foi intitulado como Puedo escuchar el mar.
Na Austrália o filme foi distribuído por Madman Entertainment e lançado em DVD com legendas.